# Tomasz Hajto
Tomasz Nikodem Hajto, né le 16 octobre 1972 à Maków Podhalański, est un footballeur polonais (défenseur), aujourd'hui devenu entraîneur. 

## Carrière
- 1990-1993 :  Hutnik Cracovie
- 1996-1997 :  Górnik Zabrze
- 1996-2000 :  MSV Duisbourg
- 2000-2004 :  Schalke 04
- 2004-2005 :  FC Nuremberg
- 2005-2006 :  Southampton
- 2006 :  Derby County
- 2006-2007 :  ŁKS Łódź
- 2007-2008 :  Górnik Zabrze
- 2009-2010 :  ŁKS Łódź
- 2011 :  LUKS Gomunice

## Palmarès
- 62 sélections et 6 buts avec l'équipe de Pologne entre 1996 et 2005.

### Entraîneur
- LUKS Gomunice : fév.2011-jan. 2012
- Jagiellonia Białystok : jan. 2012-2013
- GKS Tychy : depuis déc. 2014